# グラーヴワイン
グラーヴ(Graves)は、フランス南西部の、ボルドーワインの生産地の一つで、AOCに指定されている。

## 区域
グラーヴ地区は、ジロンド県南部に位置し、ボルドー市の南東に当たり、ガロンヌ川の右岸に沿って、約50km続いている大きな区域である。現在43の村が、この区域内にある。
地区名は、フランス語の「砂利」ということばに由来し、土質は水はけの良い砂利を含んだ畑が多い。

## ワイン
ボルドーワインの生産地(ジロンド県)では珍しく、赤・白それに甘口の白も生産している。しかも、一つのシャトーが、赤と白を同時に生産している場合が多い。
土壌のタイプがメドックに似ていることもあり、赤ワインは、カベルネ・ソーヴィニョン種のぶどうを主体にして作られているが、メドックのものに比べると、やや軽く、やさしい味わいのものが多い。しかし、メドック格付けワインの、5つある「1級」の内、シャトー・オー・ブリオンは、グラーヴ地区のペサック村にあることからもわかるように、非常に優れた赤ワインも生産されている。
白ワインは、デイリーワインに最適な、軽くてさっぱりしたものから、かなりこくのあるものまである。

## AOCセロンCérons
地区内にあるセロンなど3つの村で作られる甘口白ワインに与えられるAOC。日本ではあまり見かけない。

## AOCペサック・レオニャン
1986年に、ペサック村など、比較的良質のワインを産する10か村に与えられたAOCで、葡萄の収穫量やアルコール度数などが、グラーヴより厳しくなっている。